# Italian Open 1985
Die Italian Open 1985 waren ein Tennisturnier der WTA Tour 1985 für Damen in Tarent und ein Tennisturnier der Grand Prix 1985 (Tennis)-Serie für Herren in Rom. Das Damenturnier fand vom 29. April bis 5. Mai 1985 statt, das der Herren vom 13. bis 19. Mai 1985.